# ديريل غريفيث
ديريل غريفيث (بالإنجليزية: Derrell Griffith)‏ هو لاعب كرة قاعدة أمريكي، ولد في 12 ديسمبر 1943 في أناداركو في الولايات المتحدة.

## وصلات خارجية
- ديريل غريفيث على موقعبيزبول رفرنس.كوم (الدوري الرئيسي) (الإنجليزية)
- ديريل غريفيث على موقعبيزبول رفرنس.كوم (الدوري الثانوي) (الإنجليزية)